# Смирнов, Николай Николаевич (военачальник)
Никола́й Никола́евич Смирно́в (13 сентября 1942, село Словинка, Костромская область — 10 сентября 2015, Москва) — советский и российский военачальник, военный комендант Москвы (1988—1999), генерал-лейтенант.

## Биография
В 1961 году поступил в Ленинградское высшее общевойсковое командное училище им. С. М. Кирова и окончил его с отличием в 1965 году. После выпуска четыре года командовал взводом, два года ротой, был начальником разведки полка. С должности командира батальона поступил в Военную академию им. М. В. Фрунзе.
После окончания академии Н. Н. Смирнов три года командовал полком, четыре года был начальником штаба дивизии, а затем — командиром дивизии.
С 24 апреля 1986 по 22 октября 1988 года — начальник Ленинградского высшего общевойскового командного училища им. С. М. Кирова.
С 1988 по 1999 год был военным комендантом города Москвы, сменив на этой должности генерал-лейтенанта В. Д. Серых.
Тем не менее после инцидента в тоннеле на Садовом кольце в Москве Н. Н. Смирнов, как военный комендант Москвы, принимал участие, вместе с членами Верховного Совета РСФСР, в переговорах командиров колонны 2-й гв. мотострелковой Таманской дивизии, выполнявшей указания ГКЧП, и защитников Белого Дома. В ту же ночь на 21 августа дал интервью корреспонденту РИА, в котором заявил, что слухи о штурме Белого дома — «грубый вымысел, граничащий с провокацией», и что среди военного руководства нет людей, которые могут отдать приказ о штурме Белого дома, так как это повлечёт за собой пролитие крови.
С 1999 года находился на пенсии, был уволен в запас с должности и из Вооружённых сил по выслуге лет. Принимал участие в работе Совета ветеранов Ленинградского высшего общевойскового командного училища им. С. М. Кирова.